# Italiens herrlandslag i landhockey
Italiens herrlandslag i landhockey (italienska: Nazionale di hockey su prato dell'Italia) representerar Italien i landhockey på herrsidan. Laget slutade på 11:e och vid 1952 års olympiska turnering. och på 13:e plats vid 1960 års olympiska turnering.

### Fotnoter
1. ↑  Todor Krastev (19 mars 1952). ”Men Field Hockey Olympic Games 1952 Helsinki (FIN) - 15-24.07 Winner” (på engelska). Sport Statistics. Arkiverad från originalet den 4 mars 2016. https://web.archive.org/web/20160304205108/http://todor66.com/hockey/field/Olympic/Men_1952.html. Läst 27 juli 2015.
2. ↑  Todor Krastev (19 mars 1960). ”Men Field Hockey Olympic Games 1960 Rome (ITA) - 26.08-11.09 Winner Pakistan” (på engelska). Sport Statistics. Arkiverad från originalet den 6 mars 2016. https://web.archive.org/web/20160306194704/http://www.todor66.com/hockey/field/Olympic/Men_1960.html. Läst 27 juli 2015.